# Ksenonowa lampa łukowa

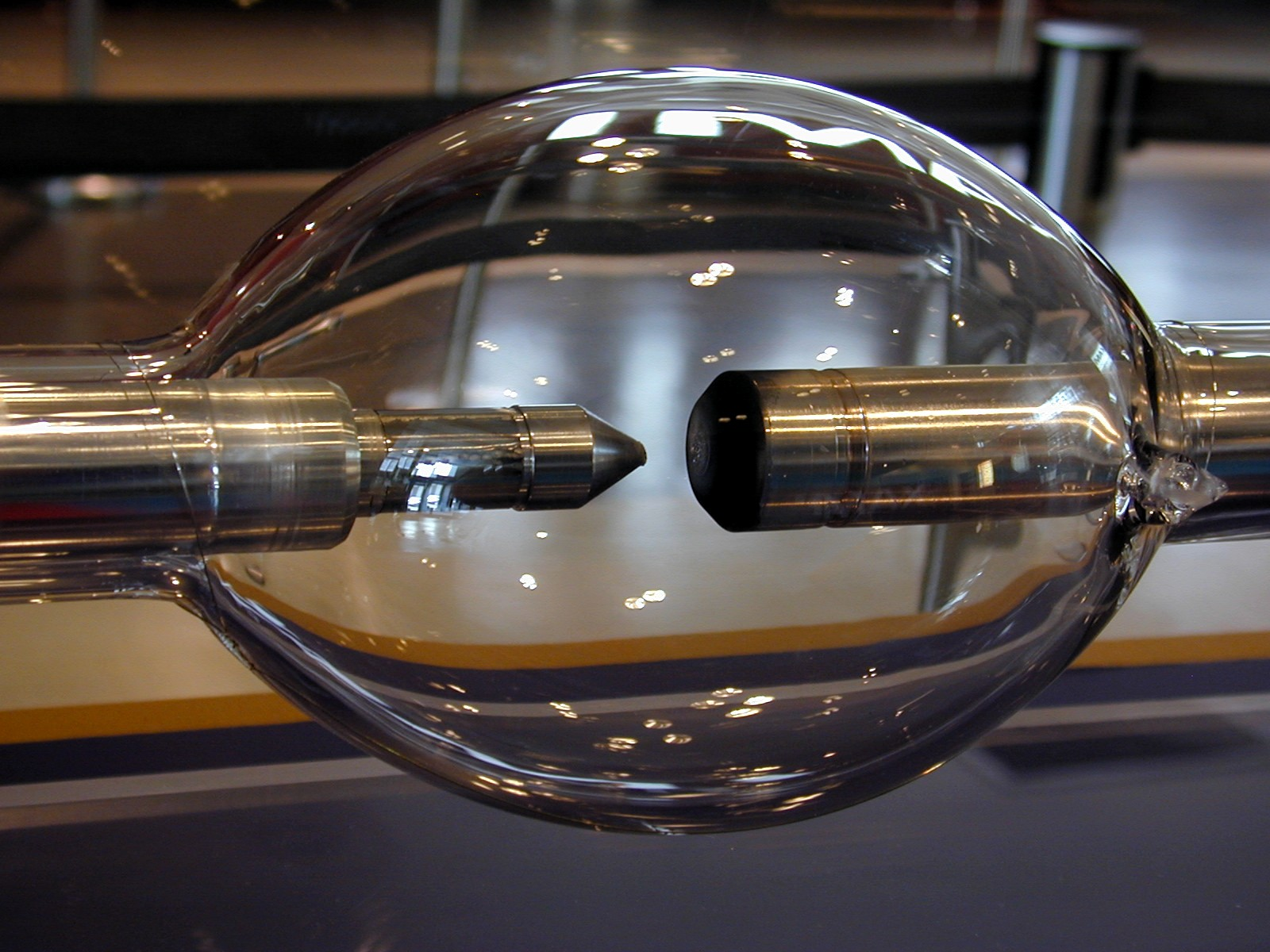
Ksenonowa lampa łukowa stosowana w projektorach IMAX

Ksenonowa lampa łukowa – lampa łukowa, w której światło powstaje dzięki wyładowaniu elektrycznemu w szklanej bańce wypełnionej ksenonem pod zwiększonym ciśnieniem. Charakteryzuje się białym światłem zbliżonym do światła słonecznego i wysokim wskaźnikiem oddawania barw. Ksenonowe lampy łukowe mają silnie zróżnicowaną moc, od 75 W do 15 kW. Stosowane są w projektorach filmowych.

## Budowa i zasada działania
Ksenonowa lampa łukowa to bańka szklana z zatopionymi elektrodami wolframowymi, wypełniona ksenonem. Ciśnienie gazu w stanie spoczynku to 5–15 atm, natomiast podczas pracy wzrasta do kilkudziesięciu atmosfer. Zapłon następuje poprzez podanie impulsu wysokiego napięcia (ok. 30 kV), który jonizuje gaz i powoduje powstanie łuku pomiędzy elektrodami, po czym napięcie jest obniżane do wartości roboczej wynoszącej zwykle 20–30 V (wielkości skrajne to 15–60 V). Lampy są zasilane prądem stałym o natężeniu do 200 A.